# ریچارد نورمن (شیمیدان)
ریچارد نورمن (انگلیسی: Richard Norman; ۱ ژانویهٔ ۱۹۳۲ – ۶ ژوئن ۱۹۹۳) شیمی‌دان اهل بریتانیا بود.
وی همچنین برندهٔ جوایزی همچون جایزه و نشان ملدولا و همکار انجمن سلطنتی شده‌است.